# Pont de Bezons
Die Pont de Bezons, ursprünglich Pont Jacques-Boulloche genannt, ist eine Straßenbrücke über die Seine, die den Pariser Vorort Bezons am rechten Ufer im Département Val-d’Oise mit Colombes und Nanterre im Département Hauts-de-Seine am linken Ufer verbindet.

## Beschreibung
Die sechsspurige Brücke führt die Routes départementales D392 und D992 über die Seine. 2009 fügte man an den Außenseiten zwei eigenständige Fußgängerbrücken an, um zwei Gleise für die Linie 2 der Pariser Straßenbahn in der Mitte der Brücke installieren und gleichzeitig die Zahl der Fahrspuren aufrechterhalten zu können.
Die von Albert Caquot entworfene und in den Jahren 1947 bis 1953 gebaute Stahlbetonbrücke ist 205 m lang und 25 m breit. Vor dem Umbau für die Straßenbahn hatte sie eine 18 m breite Fahrbahn und 3,4 m breite Gehwege. Sie besteht aus vier parallelen, stark gevouteten Hohlkästen. Sie hat zwei Pfeiler mit Pfeilerachsabständen von 55 + 95 + 55 m.
Bei dem 2009 abgeschlossenen Umbau für die Straßenbahn wurden die Pfeiler verlängert und auf sie beidseitig ein dem Bogenprofil der Brücke folgender, schlanker stählerner Hohlkasten gestellt. Er stützt mit einigen Pfosten einen Längsträger bzw. verschmilzt im Scheitel des Bogens mit ihm. Eine dünne Betonplatte bildet die Grundlage für den Geh- und Fahrradweg. Mit diesen Anbauten wurde die Brücke auf insgesamt 34 m verbreitert. Die Straßenbahn hat nun einen eigenen Gleiskörper in der Mitte; der Autoverkehr wurde eine Fahrspur weiter an den Rand verlegt. Die Fußgänger und Radfahrer benutzen auf beiden Seiten von Geländern geschützt ihre eigene Brücke.

## Anmerkung
1. ↑  Jacques André Boulloche (* 2. November 1888 in Paris; † 19. Februar 1945 im KZ Buchenwald) war bei Ausbruch des Zweiten Weltkrieges Inspecteur général des Ponts et Chaussées. Anschließend waren er und seine Familie in der Résistance aktiv.